# Piet Sielck
Piet Sielck, född 14 november 1963 i Hamburg, är tysk musiker och musikproducent.
Han började som åttaåring spela piano men bytte detta mot gitarr när han var tio efter att också ha provat på att spela bas i ett halvår.
Piet startade sitt första band, Gentry, tillsammans med Kai Hansen. År 1982 bestämde han sig dock för att sluta i bandet och började istället arbeta som tekniker för dem innan han bestämde sig för att resa till Los Angeles i ett år. När han kom tillbaka började han sin karriär som producent med att producera hans gamle vän Kai Hansens debutalbum med Gamma Ray, Heading For Tomorrow. Efter det har han producerat skivor åt bl.a. Blind Guardian, Stormwarrior, Saxon och Uriah Heep. Dessutom har han under årens lopp hunnit spelat med många band.
1996 startade han tillsammans med Gamma Rays gitarrist Kai Hansen och Blind Guardians dåvarande batterist Thomen Stauch bandet Iron Savior. De två senare kom att hoppa av bandet så småningom men Piet har fortsatt spelat i bandet med nya musiker.
År 2004 gick han med på att spela gitarr i och producera åt Stauchs nya band Savage Circus.

## Diskografi
Skivor som Piet Sielck har medverkat som musiker på

### Iron Savior
- Iron Savior (1997)
- Coming Home (Singel, 1998)
- Unification (1998)
- Interlude (EP, 1999)
- I've Been to Hell (Singel, 2000)
- Dark Assault (2001)
- Condition Red (2002)
- Battering Ram (2004)
- Megatropolis (2007)
- The Landing (2011)
- Rise of the Hero (2014)
- Titancraft (2016)
- Reforged - Riding On Fire (2017)
- Kill Or Get Killed (2019)

### Savage Circus
- Dreamland Manor (2005)
- Live in Atlanta (Live CD, 2007)